# Fotosistem

Reacțiile dependente de lumină care au loc în cadrul fotosintezei în membrana tilacoidă (a se observa PSI și PSII)

Fotosistemele sunt unități funcționale și structurale ale complexelor proteice implicate în fotosinteză. Împreună, acestea realizează fotochimia primară a fotosintezei: absorbția luminii și transferul de energie și de electroni. Fotosistemele se regăsesc în membranele tilacoide ale plantelor, algelor și cianobacteriilor. Aceste membrane sunt situate în interiorul cloroplastelor plantelor și algelor și în membrana citoplasmatică a bacteriilor fotosintetice. Există două tipuri de fotosisteme: fotosistemul I (PSI) și fotosistemul II (PSII).
PSII absorb lumina roșie, iar PSI absorb lumina roșie îndepărtată. Deși activitatea fotosintetică poate fi detectată atunci când fotosistemele sunt expuse fie la lumina roșie, fie la cea roșie îndepărtată, aceasta este mai intensă atunci când plantele sunt expuse la ambele intervale de lungimi de undă. Studiile au demonstrat că cele două lungimi de undă au împreună un efect sinergic asupra activității fotosintetice, mai degrabă decât unul aditiv.